# Coubisou
Coubisou est une commune française située dans le département de l'Aveyron, en région Occitanie.
Ses habitants sont appelés les Coubisounels.
Le patrimoine architectural de la commune comprend deux  immeubles protégés au titre des monuments historiques : l'église Saint-Védard, inscrite en 1978, et le château de Cabrespines, inscrit en 2016.

## Géographie

### Localisation

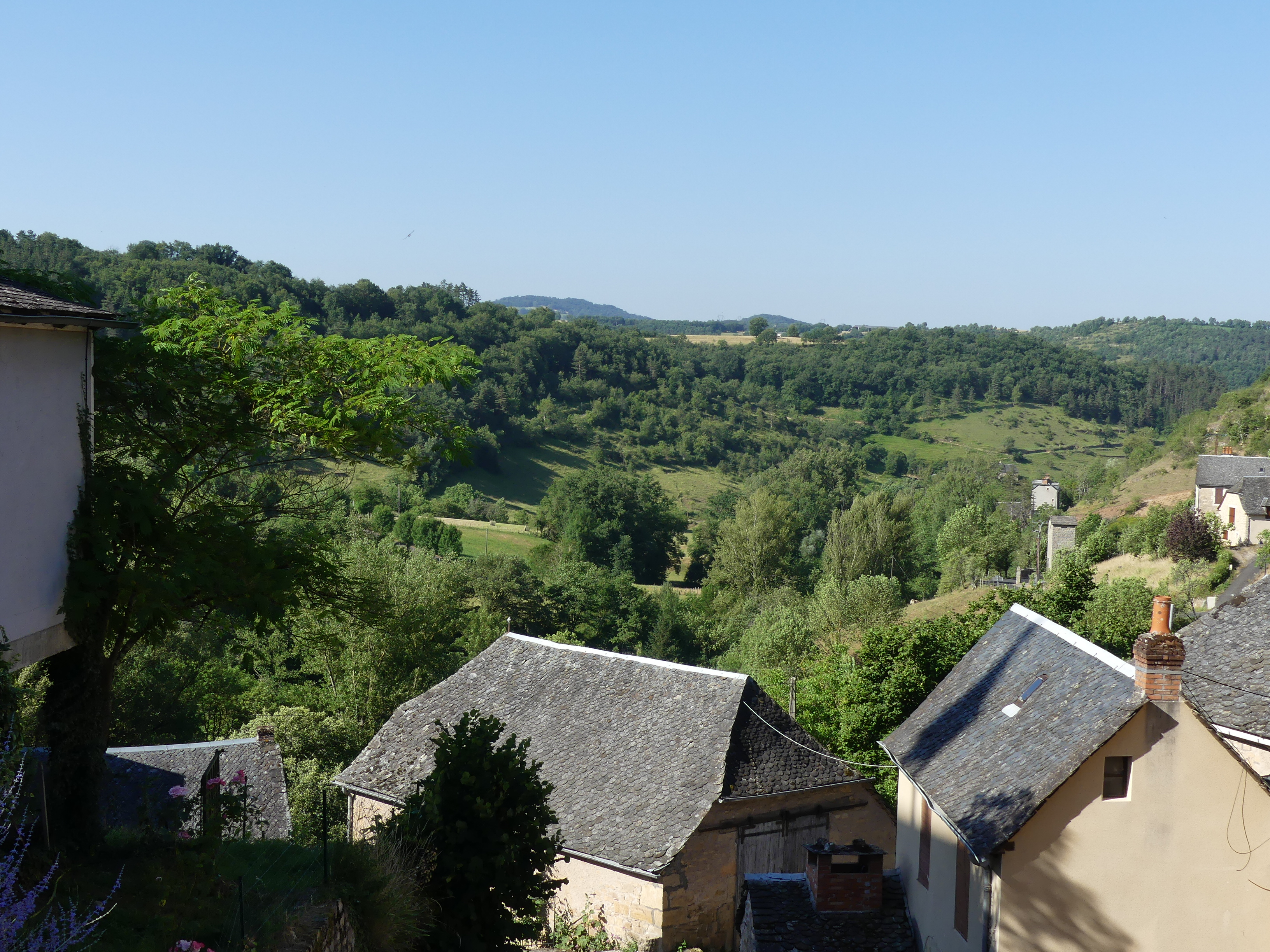
Le vallon du ruisseau de Coubisou.

La commune de Coubisou est située dans le Massif central, à la confluence du Lot et du ruisseau de Coubisou qui sont, avec la Coussane, les principaux cours d'eau qui baignent le territoire communal. La commune est à environ 23 km du parc naturel régional des Grands Causses.

### Communes limitrophes
Coubisou est limitrophe de sept autres communes dont Sébrazac au sud-ouest sur moins de 200 mètres.
| Le Nayrac | Montpeyroux | Le Cayrol |
| Estaing   | Coubisou    |           |
| Sébrazac  | Bessuéjouls | Espalion  |

Coubisou est située à 26 km au nord-est de Rodez, la préfecture et plus grande ville à proximité.
Le territoire communal de Coubisou se compose de cinq villages principaux : Cabrespines, le Causse, Coubisou, le Monastère et Nadaillac, et d'une trentaine de fermes et de hameaux disséminés.
Certains noms de lieux sont hérités de la basse époque gallo-romaine ; ils correspondent à des domaines ruraux désignés sous le nom de leur propriétaire que complète un suffixe en -ac.
Hormis les cinq villages précédemment nommés, les hameaux et lieux-dits sont : Alaux, Albaret, le Carme, le Colombier, Dayrac, l'Escaillou, Galamans, Glandis, Jeunières, Labro, Lengouyrou, Luc, le Mas, Montredon, Murat, Pargazan, Pégues, Picou, Portier, le Prat, le Puech, Salles, le Seignour, Servels, les Souliès, la Verrière, Vieillescazes.

### Langue régionale
Faisant partie de l'ancienne province du Rouergue où l'on communiquait grâce à une forme d'occitan languedocien, le dialecte rouergat est encore présent dans les conversations et les expressions de nombreux Coubisounels.

### Hydrographie

#### Réseau hydrographique

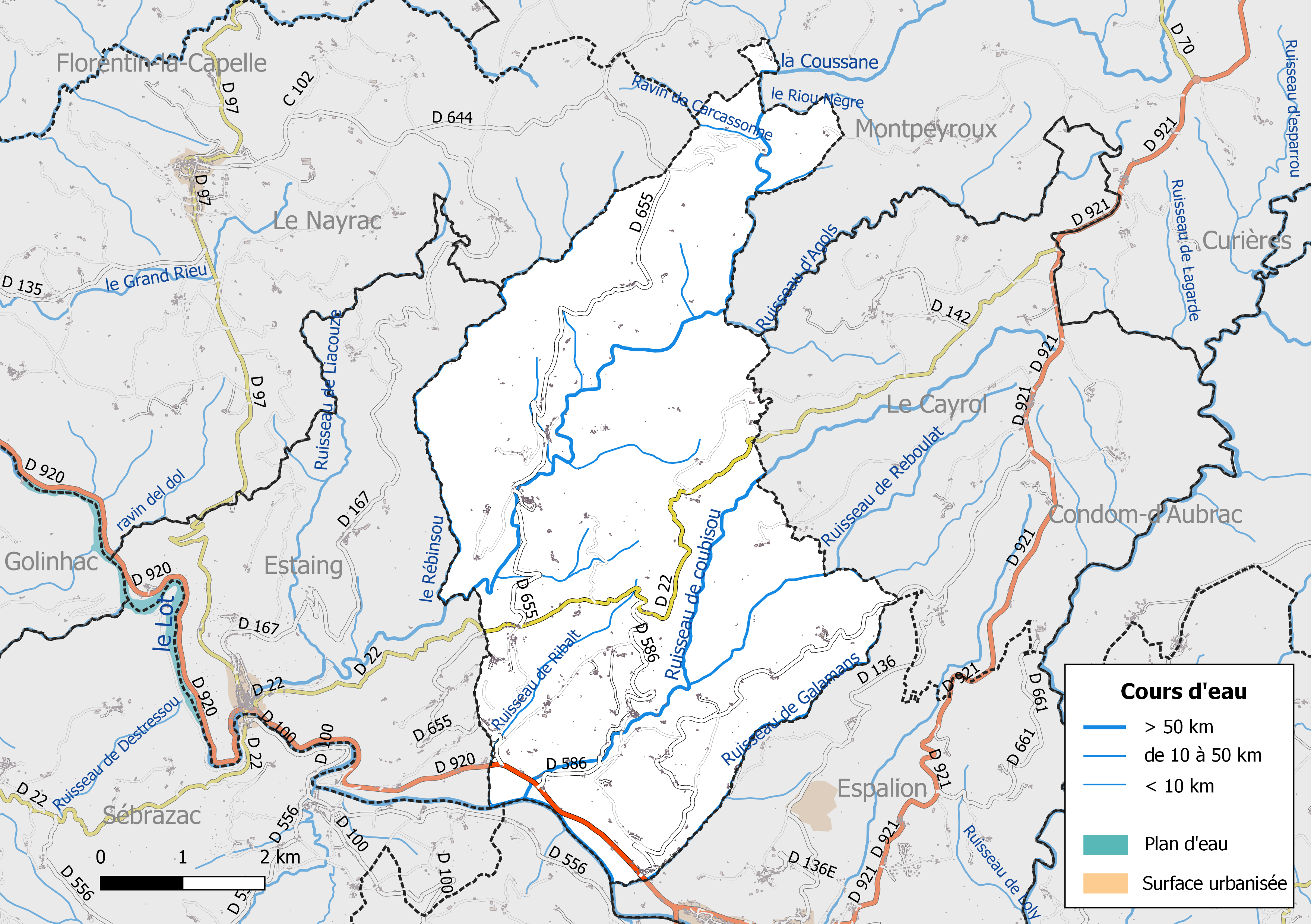
Réseaux hydrographique et routier de Coubisou.

La commune est drainée par le Lot, la Coussane, le Ruisseau de Coubisou et le ruisseau de Galamans, le ruisseau de Reboulat, le Riou Nègre, le ravin de Carcassonne, le ruisseau de Barruguettes, le ruisseau de Grand Combe, le ruisseau de la Griffoul, le ruisseau de Levers, le ruisseau de Ribalt et par divers petits cours d'eau.
Le Lot prend sa source à 1 272 m d’altitude sur la montagne du Goulet (nord du mont Lozère), dans la commune de Cubières (48), et se jette  dans la Garonne à Monheurt (47), après avoir parcouru 484 km et traversé 129 communes.
La Coussane, d'une longueur totale de 23,1 km, prend sa source dans la commune de Montpeyroux et se jette  dans le Lot à Estaing, après avoir arrosé 3 communes.
Le Ruisseau de Coubisou, d'une longueur totale de 10,4 km, prend sa source dans la commune du Cayrol et se jette  dans le Lot à Bessuéjouls, après avoir arrosé 3 communes.

#### Gestion des cours d'eau
Afin d’atteindre le bon état des eaux imposé par la Directive-cadre sur l'eau du 23 octobre 2000, plusieurs outils de gestion intégrée s’articulent à différentes échelles pour définir et mettre en œuvre un programme d’actions de réhabilitation et de gestion des milieux aquatiques : le SDAGE (Schéma directeur d'aménagement et de gestion des eaux), à l’échelle du bassin hydrographique, et le SAGE (Schéma d'aménagement et de gestion des eaux), à l’échelle locale. Ce dernier fixe les objectifs généraux d’utilisation, de mise en valeur et de protection quantitative et qualitative des ressources en eau superficielle et souterraine. Trois SAGE sont mis en oeuvre dans le département de l'Aveyron.
La commune fait partie du SAGE Lot amont, approuvé le 15 décembre 2015, au sein du SDAGE Adour-Garonne. Le périmètre de ce SAGE concerne le bassin d'alimentation du Lot depuis sa source jusqu'à Entraygues-sur-Truyère dans l'Aveyron, où il reçoit la Truyère en rive droite. Il couvre ainsi 91 communes, sur deux départements (Lozère et Aveyron) et 2 régions – une superficie de 2 616 km2 et 1 400 km de cours d'eau permanents auxquels s'ajoutent jusqu'à 576 km de cours d'eau temporaires,. Le pilotage et l’animation du SAGE sont assurés par le Syndicat mixte Lot-Dourdou (SMLD), qualifié de « structure porteuse ». Cet organisme a été créé le 1er janvier 2014 par rapprochement de trois syndicats de rivières et est constitué de quatorze communautés de communes.

### Climat
Pour des articles plus généraux, voir Climat de l'Occitanie et Climat de l'Aveyron.
En 2010, le climat de la commune est de type climat océanique altéré, selon une étude s'appuyant sur une série de données couvrant la période 1971-2000. En 2020, Météo-France publie une typologie des climats de la France métropolitaine dans laquelle la commune est exposée à un climat de montagne et est dans la région climatique Sud-est du Massif Central, caractérisée par une pluviométrie annuelle de 1 000 à 1 500 mm, minimale en été, maximale en automne.
Pour la période 1971-2000, la température annuelle moyenne est de 11,8 °C, avec une amplitude thermique annuelle de 16,4 °C. Le cumul annuel moyen de précipitations est de 1 183 mm, avec 10,3 jours de précipitations en janvier et 6,6 jours en juillet. Pour la période 1991-2020, la température moyenne annuelle observée sur la station météorologique la plus proche, située sur la commune de Saint-Côme-d'Olt à 8 km à vol d'oiseau, est de 12,5 °C et le cumul annuel moyen de précipitations est de 951,5 mm,. Pour l'avenir, les paramètres climatiques de la commune estimés pour 2050 selon différents scénarios d'émission de gaz à effet de serre sont consultables sur un site dédié publié par Météo-France en novembre 2022.

### Milieux naturels et biodiversité

#### Espaces protégés
La protection réglementaire est le mode d’intervention le plus fort pour préserver des espaces naturels remarquables et leur biodiversité associée.
Dans ce cadre, la commune fait partie d'un espace protégé, le Parc naturel régional de l'Aubrac, créé par décret le 23 mai 2018 et d'une superficie de 220 284 ha. Région rurale de moyenne montagne, l’Aubrac possède un patrimoine encore bien préservé. Son économie rurale, ses paysages, ses savoir-faire, son environnement et son patrimoine culturel reconnus n'en demeurent pas moins vulnérables et menacés et c'est à ce titre que cette zone a été protégée ,.

#### Sites Natura 2000

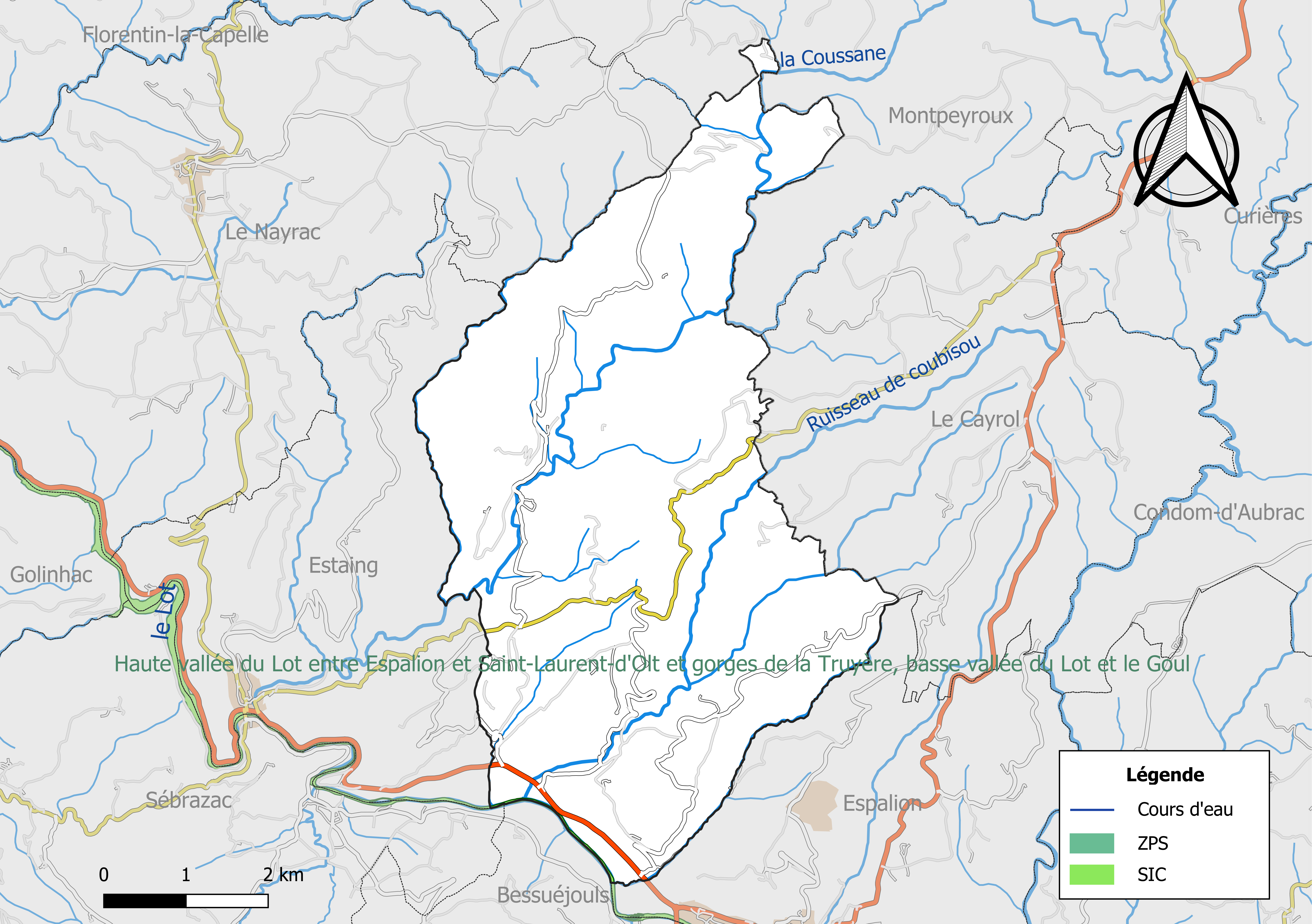
Sites Natura 2000 sur le territoire communal.

Le réseau Natura 2000 est un réseau écologique européen de sites naturels d’intérêt écologique élaboré à partir des Directives « Habitats » et « Oiseaux ». Ce réseau est constitué de Zones spéciales de conservation (ZSC) et de Zones de protection spéciale (ZPS). Dans les zones de ce réseau, les États Membres s'engagent à maintenir dans un état de conservation favorable les types d'habitats et d'espèces concernés, par le biais de mesures réglementaires, administratives ou contractuelles.
Un site Natura 2000 a été défini sur la commune au titre de la « directive Habitats » : 
La « Haute vallée du Lot entre Espalion et Saint-Laurent-d'Olt et gorges de la Truyère, basse vallée du Lot et le Goul », d'une superficie de 5 653 ha, comprend une partie de la vallée du Lot ainsi que deux de ses affluents : la Truyère et le Goul. Le site est remarquable d'une part du fait de la présence de deux espèces d'intérêt communautaire, la Loutre d'Europe et le Chabot, et de plusieurs habitats aquatiques et forestiers d'intérêts communautaires qui se rapportent aux trois entités paysagères du site.

#### Zones naturelles d'intérêt écologique, faunistique et floristique
L’inventaire des zones naturelles d'intérêt écologique, faunistique et floristique (ZNIEFF) a pour objectif de réaliser une couverture des zones les plus intéressantes sur le plan écologique, essentiellement dans la perspective d’améliorer la connaissance du patrimoine naturel national et de fournir aux différents décideurs un outil d’aide à la prise en compte de l’environnement dans l’aménagement du territoire.
Le territoire communal de Coubisou comprend une ZNIEFF de type 1,, 
la « Rivière Lot (partie Aveyron) » (2 552 ha), couvrant 33 communes dont 30 dans l'Aveyron, 2 dans le Cantal et 1 dans la Lozère
, et une ZNIEFF de type 2,, 
la « Vallée du Lot (partie Aveyron) » (19 239 ha), qui s'étend sur 47 communes dont 39 dans l'Aveyron, 5 dans le Cantal, 2 dans le Lot et 1 dans la Lozère.

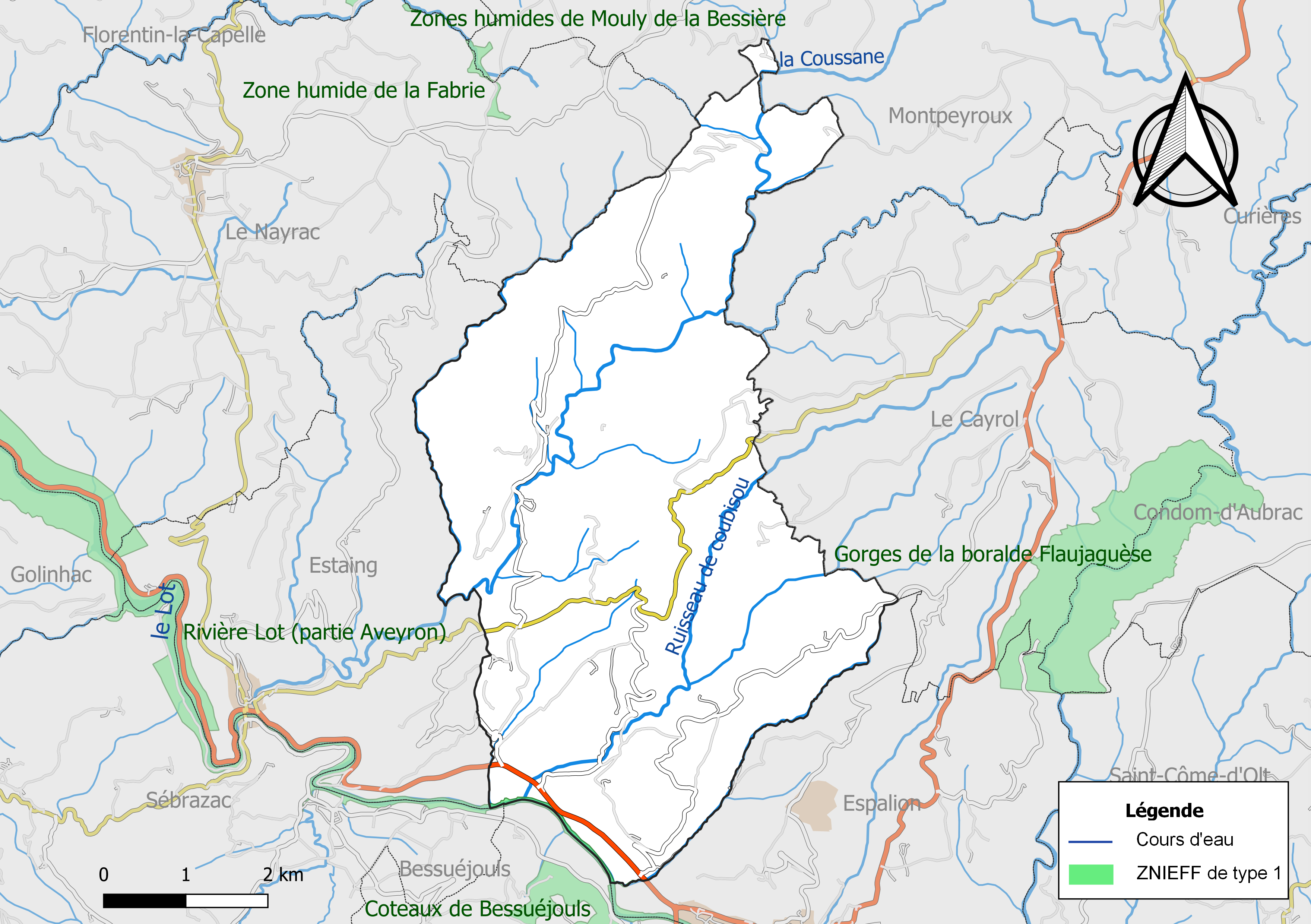
Carte de la ZNIEFF de type 1 de la commune.
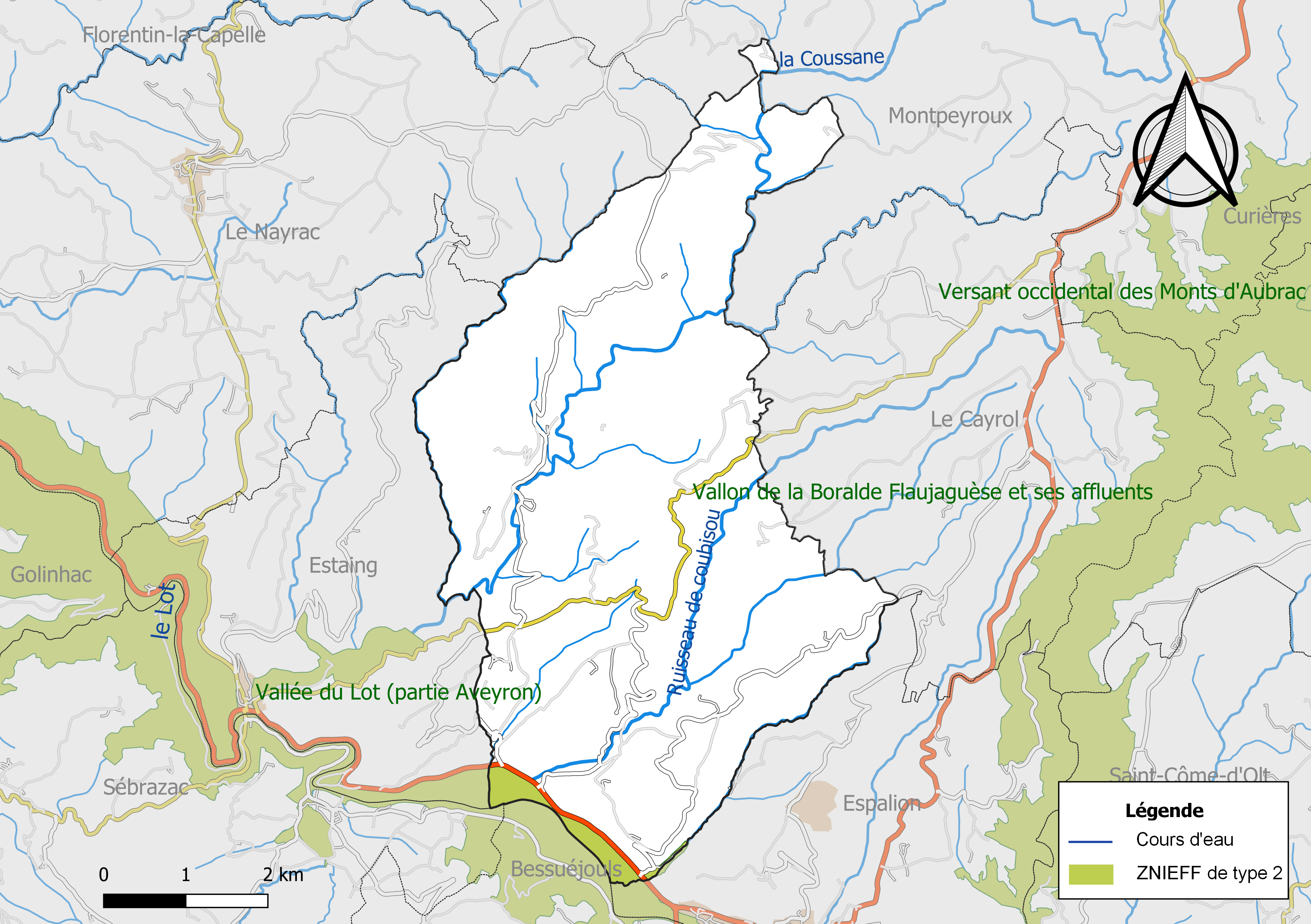
Carte de la ZNIEFF de type 2 de la commune.

## Urbanisme

### Typologie
Au 1er janvier 2024, Coubisou est catégorisée commune rurale à habitat très dispersé, selon la nouvelle grille communale de densité à 7 niveaux définie par l'Insee en 2022.
Elle est située hors unité urbaine. Par ailleurs la commune fait partie de l'aire d'attraction d'Espalion, dont elle est une commune de la couronne,. Cette aire, qui regroupe 7 communes, est catégorisée dans les aires de moins de 50 000 habitants,.

### Occupation des sols

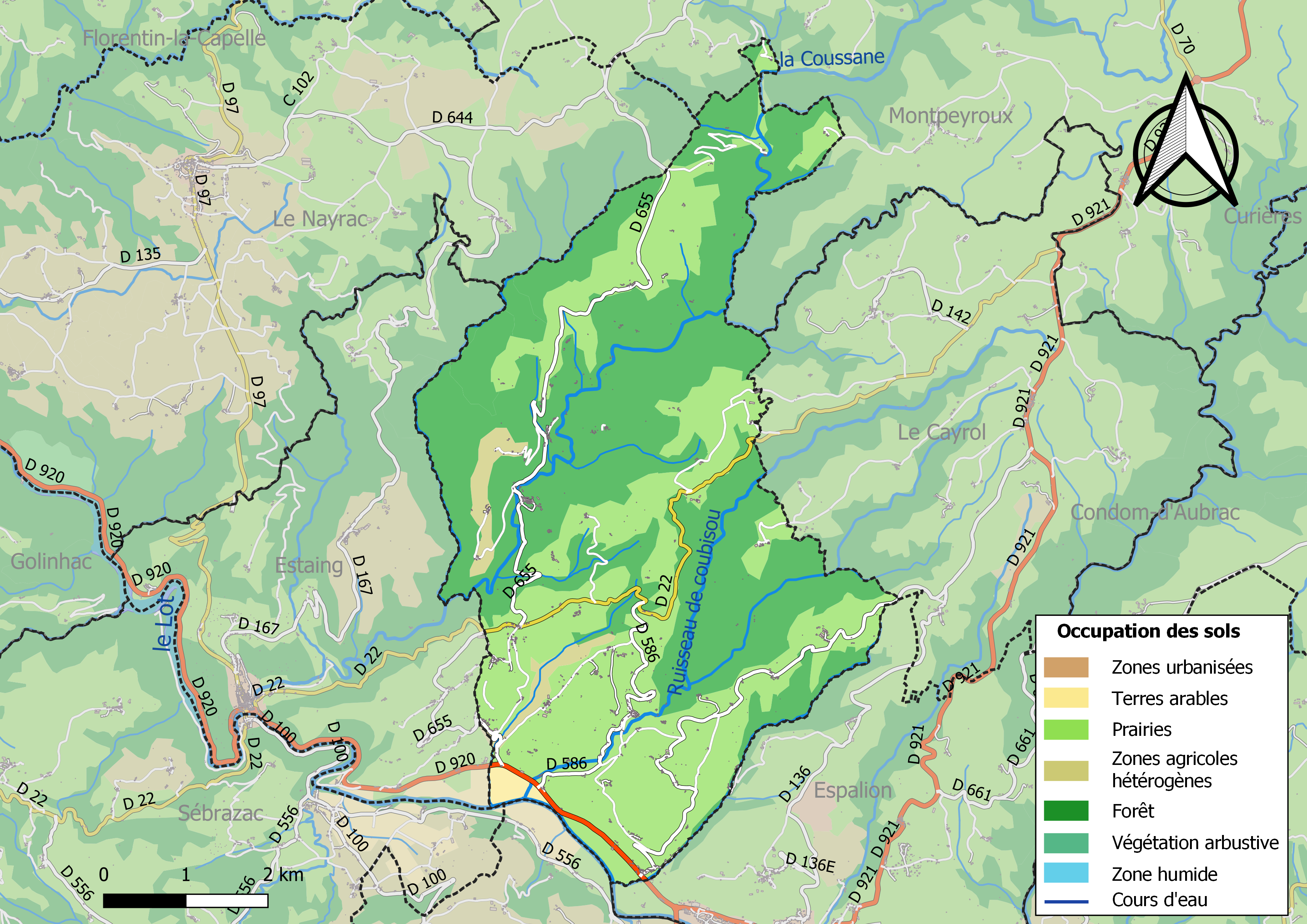
Infrastructures et occupation des sols de la commune de Coubisou.

L'occupation des sols de la commune, telle qu'elle ressort de la base de données européenne d’occupation biophysique des sols Corine Land Cover (CLC), est marquée par l'importance des forêts et milieux semi-naturels (53,6 % en 2018), en diminution par rapport à 1990 (56,1 %). La répartition détaillée en 2018 est la suivante : 
forêts (53,6 %), prairies (43,2 %), zones agricoles hétérogènes (2,5 %), terres arables (0,7 %).

### Planification
La commune disposait en 2017 d'un plan local d'urbanisme approuvé. Le zonage réglementaire et le règlement associé peuvent être consultés sur le Géoportail de l'urbanisme.

### Transports

#### Transports ferroviaires
| Gare            | Distance |
| --------------- | -------- |
| Laissac (Halte) | 21,1 km  |
| Gare de Rodez   | 24,4 km  |
| Nuces (Halte)   | 26,2 km  |
| Paraire         | 26,5 km  |

#### Transports aériens
| Aéroport                     | Distance |
| ---------------------------- | -------- |
| Aéroport de Rodez-Aveyron    | 25,6 km  |
| Aurillac                     | 44,9 km  |
| Aérodrome de Mende - Brenoux | 63,8 km  |

### Risques majeurs
Le territoire de la commune de Coubisou est vulnérable à différents aléas naturels : inondations, climatiques (hiver exceptionnel ou canicule), feux de forêts et séisme (sismicité faible).
Il est également exposé à deux risques technologiques, le transport de matières dangereuses et la rupture d'un barrage, et à deux risques particuliers, les risques radon et minier,.

#### Risques naturels

Zones inondables de la commune de Coubisou.

Certaines parties du territoire communal sont susceptibles d’être affectées par le risque d’inondation par débordement du Lot. Les dernières grandes crues historiques, ayant touché plusieurs parties du département, remontent aux 3 et 4 décembre 2003 (dans les bassins du Lot, de l'Aveyron, du Viaur et du Tarn) et au 28 novembre 2014 (bassins de la Sorgues et du Dourdou). Ce risque est pris en compte dans l'aménagement du territoire de la commune par le biais du Plan de prévention du risque inondation (PPRI) Lot amont, approuvé le 21 décembre 2007.
Le Plan départemental de protection des forêts contre les incendies découpe le département de l’Aveyron en sept « bassins de risque » et définit une sensibilité des communes à l’aléa feux de forêt (de faible à très forte). La commune est classée en sensibilité faible.
Les mouvements de terrains susceptibles de se produire sur la commune sont liés au retrait-gonflement des argiles, conséquence d'un changement d'humidité des sols argileux. Les argiles sont capables de fixer l'eau disponible mais aussi de la perdre en se rétractant en cas de sécheresse. Ce phénomène peut provoquer des dégâts très importants sur les constructions (fissures, déformations des ouvertures) pouvant rendre inhabitables certains locaux. La carte de zonage de cet aléa peut être consultée sur le site de l'observatoire national des risques naturels Georisques.

#### Risques technologiques
Le risque de transport de matières dangereuses sur la commune est lié à sa traversée par une route à fort trafic. Un accident se produisant sur une telle infrastructure est en effet susceptible d’avoir des effets graves au bâti ou aux personnes jusqu’à 350 m, selon la nature du matériau transporté. Des dispositions d’urbanisme peuvent être préconisées en conséquence.
Dans le département de l'Aveyron on dénombre huit grands barrages susceptibles d’occasionner des dégâts en cas de rupture. La commune fait partie des 64 communes susceptibles d’être touchées par l’onde de submersion consécutive à la rupture d’un de ces barrages.

#### Risques particuliers
La commune est concernée par le risque minier, principalement lié à l’évolution des cavités souterraines laissées à l’abandon et sans entretien après l’exploitation des mines.
Dans plusieurs parties du territoire national, le radon, accumulé dans certains logements ou autres locaux, peut constituer une source significative d’exposition de la population aux rayonnements ionisants. Toutes les communes du département sont concernées par le risque radon à un niveau plus ou moins élevé. La commune de Coubisou est classée à risque moyen à élevé.

## Toponymie
Coubisou vient du mot latin Cupitionem (villa). Le hameau primitif s’étant développé à partir d'un domaine gallo-romain.
Dans divers manuscrits de l'époque médiévale l'endroit est cité sous le nom de Cubido, Cobizo (1341) ou Cobizone (1383).

## Histoire
Le village possédait au XIIe siècle une abbaye de religieuses. En 1193 Hugues, comte de Rodez, donna à Sicard, abbé de Conques, tous les droits qu'il avait sur le monastère de Coubisou. Coubisou absorbe en 1832 avec Le Nayrac l'ancienne commune du Causse ainsi qu'Anglars et Cabrespines. Coubisou cède en 1866, au Cayrol le hameau d'Anglars.
Des gentilshommes verriers originaires de Mormoiron (Vaucluse) - les Féliquier - s'installèrent au XVIe siècle au lieu-dit "La Verrière d'Aurenque".

## Politique et administration

### Découpage territorial
La commune de Coubisou est membre de la communauté de communes Comtal Lot et Truyère, un établissement public de coopération intercommunale (EPCI) à fiscalité propre créé le 1er janvier 2017 dont le siège est à Espalion. Ce dernier est par ailleurs membre d'autres groupements intercommunaux.
Sur le plan administratif, elle est rattachée à l'arrondissement de Rodez, au département de l'Aveyron et à la région Occitanie. Sur le plan électoral, elle dépend du  canton de Lot et Truyère pour l'élection des conseillers départementaux, depuis le redécoupage cantonal de 2014 entré en vigueur en 2015, et de la première circonscription de l'Aveyron  pour les élections législatives, depuis le dernier découpage électoral de 2010.

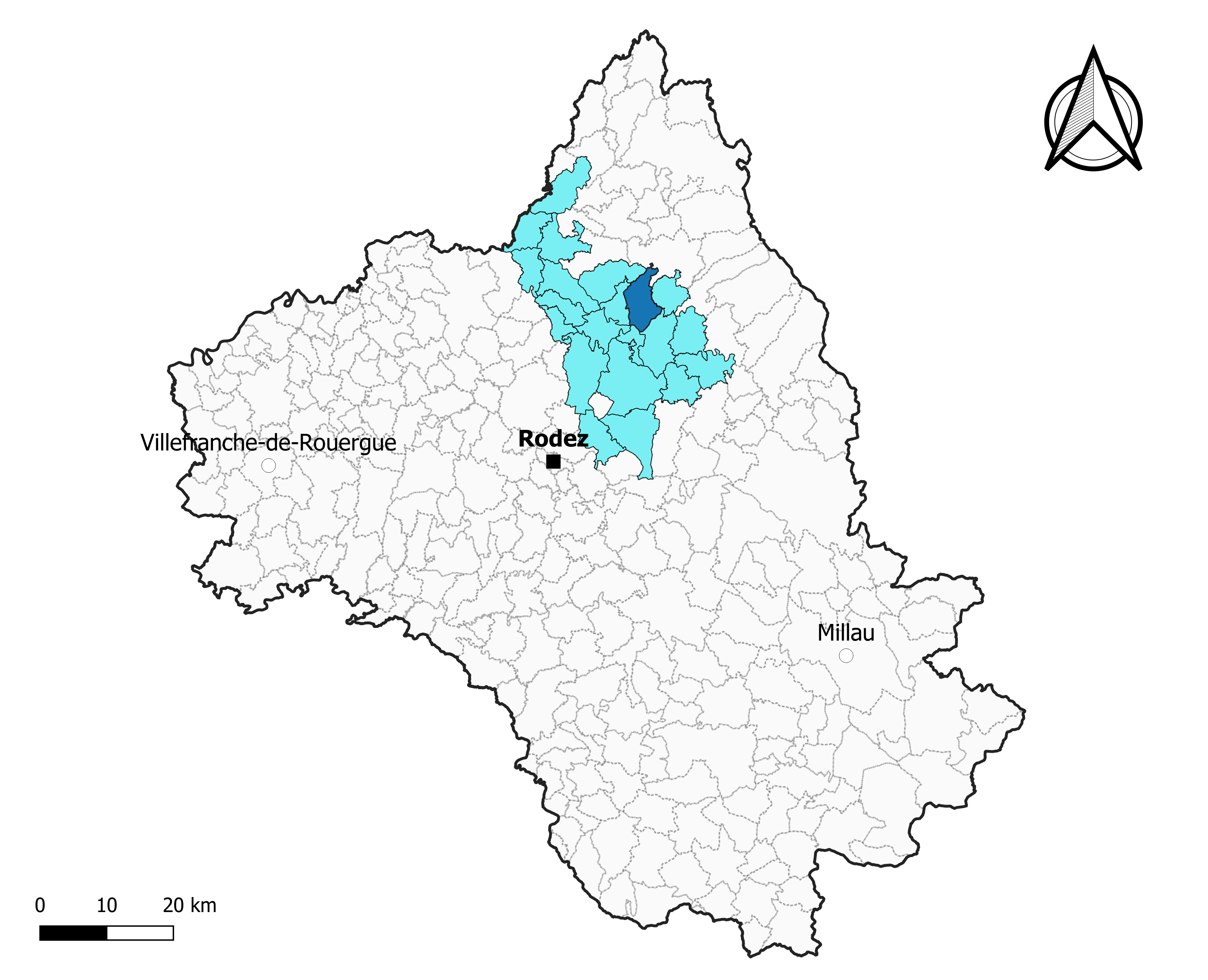
Coubisou dans l'intercommunalité en 2020.
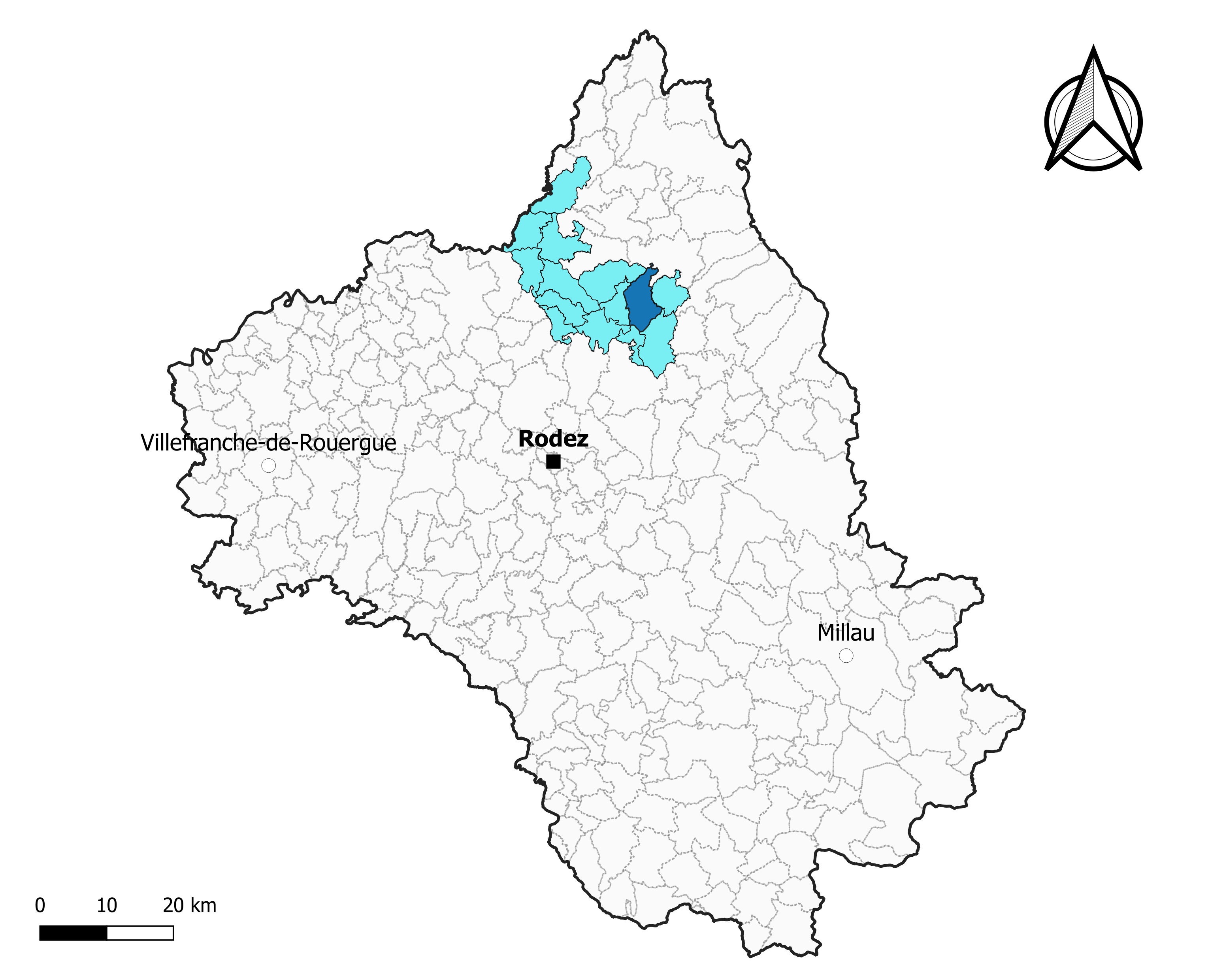
Coubisou dans le canton de Lot et Truyère en 2020.
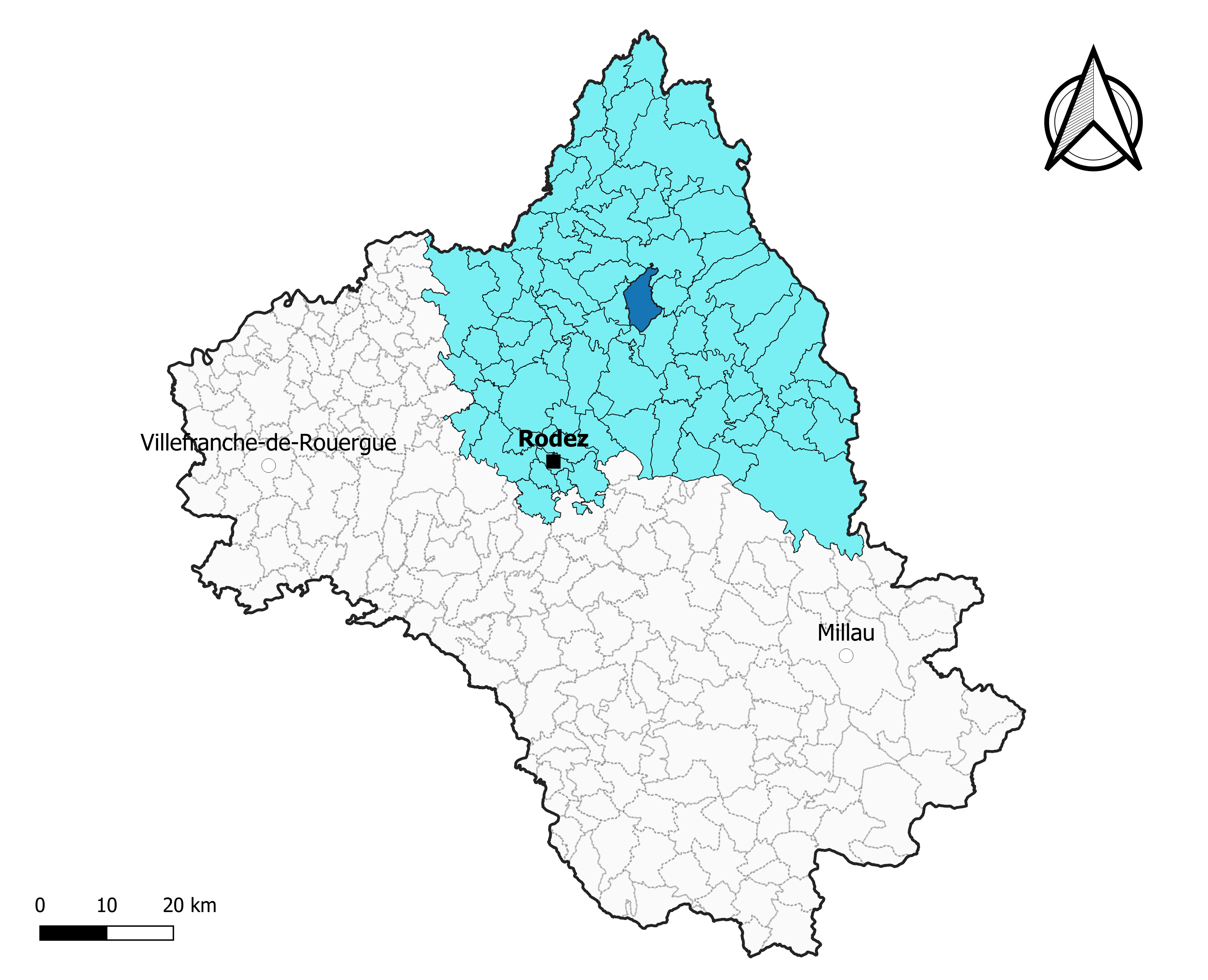
Coubisou dans l'arrondissement de Rodez en 2020.

### Élections municipales et communautaires

#### Élections de 2020
Le conseil municipal de Coubisou, commune de moins de 1 000 habitants, est élu au scrutin majoritaire plurinominal à deux tours avec candidatures isolées ou groupées et possibilité de panachage. Compte tenu de la population communale, le nombre de sièges à pourvoir lors des élections municipales de 2020 est de 11. La totalité des onze candidats en lice est élue dès le premier tour, le 15 mars 2020, avec un taux de participation de 57,28 %.
Bernadette Azemar, maire sortante, est réélue pour un nouveau mandat le 28 mai 2020.
Dans les communes de moins de 1 000 habitants, les conseillers communautaires sont désignés parmi les conseillers municipaux élus en suivant l’ordre du tableau (maire, adjoints puis conseillers municipaux) et dans la limite du nombre de sièges attribués à la commune au sein du conseil communautaire. Deux sièges sont attribués à la commune au sein de la communauté de communes Comtal Lot et Truyère.

#### Liste des maires

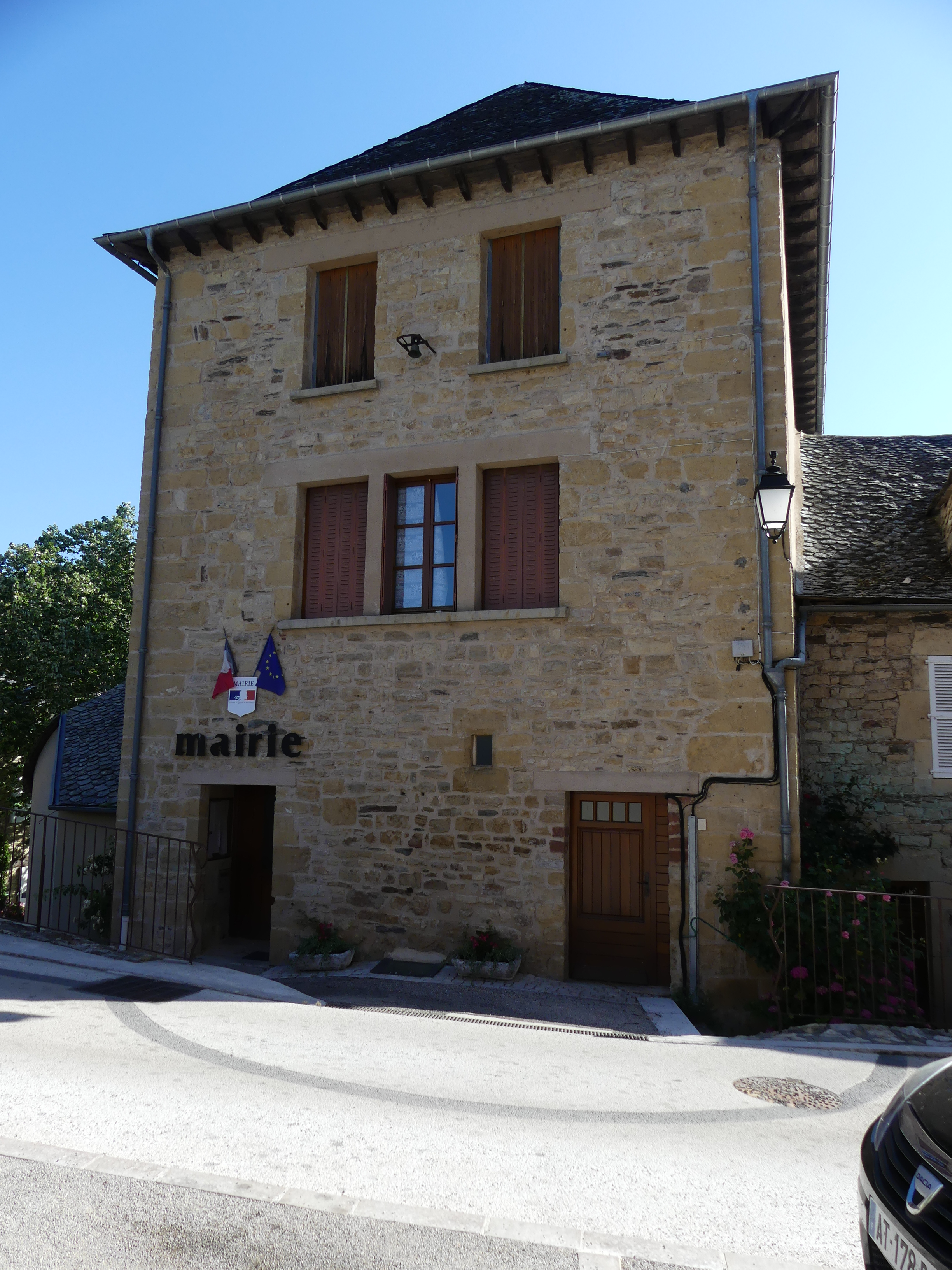
La mairie en 2017.

| Période                                  | Période  | Identité                 | Étiquette    | Qualité                               |
| ---------------------------------------- | -------- | ------------------------ | ------------ | ------------------------------------- |
| 1791                                     | 1794     | François-Amans Doumergue |              |                                       |
| 1794                                     | 1800     | Jean Nayrolles           |              |                                       |
| 1800                                     | 1812     | Jean-Fleuret Baloit      |              |                                       |
| 1812                                     | 1815     | Hyacinthe Vidal          |              |                                       |
| 1815                                     | 1823     | Philippe de Glandières   |              |                                       |
| 1823                                     | 1838     | Jean-Joseph Alaux        |              |                                       |
| 1838                                     | 1855     | Pierre-Jean Monjaux      |              |                                       |
| 1855                                     | 1868     | Guillaume Dayguy         |              |                                       |
| 1868                                     | 1871     | Delphin Alaux            | Bonapartiste | Médecin                               |
| 1870                                     | 1871     | Germain Alaux            |              |                                       |
| 1871                                     | 1875     | Delphin Alaux            | Bonapartiste | Médecin                               |
| 1875                                     | 1876     | Antoine Bélieres         |              |                                       |
| 1876                                     | 1878     | Jean Neyrolles           |              |                                       |
| 1878                                     | 1881     | Augustin de Glandières   |              |                                       |
| 1881                                     | 1896     | Antoine Aldebert         |              |                                       |
| 1896                                     | 1912     | Pierre-Clément Cabrolier |              |                                       |
| 1912                                     | 1918     | François Gintrand        |              |                                       |
| 1918                                     | 1919     | Pierre-Jean Roustan      |              |                                       |
| 1919                                     | 1925     | Germain Alaux            |              |                                       |
| 1925                                     | 1935     | Casimir Rames            |              |                                       |
| 1935                                     | 1942     | Justin Rey               |              |                                       |
| 1942                                     | 1945     | Joseph Conquet           |              |                                       |
| 1945                                     | 1945     | Pierre Orsal             |              |                                       |
| 1945                                     | 1959     | Raymond Rey              |              |                                       |
| 1959                                     | 1995     | Pierre Laurens           |              | Agriculteur                           |
| 1995                                     | en cours | Bernadette Azemar,       |              | Agricultrice sur moyenne exploitation |
| Les données manquantes sont à compléter. |          |                          |              |                                       |

## Démographie
L'évolution du nombre d'habitants est connue à travers les recensements de la population effectués dans la commune depuis 1793. Pour les communes de moins de 10 000 habitants, une enquête de recensement portant sur toute la population est réalisée tous les cinq ans, les populations de référence des années intermédiaires étant quant à elles estimées par interpolation ou extrapolation. Pour la commune, le premier recensement exhaustif entrant dans le cadre du nouveau dispositif a été réalisé en 2008.

En 2022, la commune comptait 475 habitants, en évolution de −3,06 % par rapport à 2016 (Aveyron : +0,37 %, France hors Mayotte : +2,11 %).
| 1793 | 1800 | 1806  | 1821  | 1831  | 1836  | 1841  | 1846  | 1851  |
| ---- | ---- | ----- | ----- | ----- | ----- | ----- | ----- | ----- |
| 617  | 667  | 2 522 | 2 743 | 2 911 | 2 262 | 2 339 | 2 245 | 2 284 |

| 1856  | 1861  | 1866  | 1872  | 1876  | 1881  | 1886  | 1891  | 1896  |
| ----- | ----- | ----- | ----- | ----- | ----- | ----- | ----- | ----- |
| 2 180 | 2 267 | 2 228 | 1 827 | 1 781 | 1 764 | 1 777 | 1 567 | 1 449 |

| 1901  | 1906  | 1911  | 1921  | 1926  | 1931 | 1936 | 1946 | 1954 |
| ----- | ----- | ----- | ----- | ----- | ---- | ---- | ---- | ---- |
| 1 367 | 1 287 | 1 273 | 1 046 | 1 014 | 967  | 942  | 824  | 691  |

| 1962 | 1968 | 1975 | 1982 | 1990 | 1999 | 2006 | 2008 | 2013 |
| ---- | ---- | ---- | ---- | ---- | ---- | ---- | ---- | ---- |
| 636  | 571  | 508  | 511  | 488  | 502  | 528  | 535  | 504  |

| 2018 | 2022 | - | - | - | - | - | - | - |
| ---- | ---- | - | - | - | - | - | - | - |
| 493  | 475  | - | - | - | - | - | - | - |

En 1770 il fut demandé à chaque diocèse du royaume de France que les paroisses fournissent un recensement de leur population et le nombre de nécessiteux.
- « Coubisou. Pop. 630. Combien de pauvres ? Il est plus aisé de dire combien il y a de riches : le fermier de M. le prieur et un cabaretier. Il y a cependant 10 maisons aisées qui peuvent vivre en usant de la plus scrupuleuse  économie. 40 mendiants dans la paroisse et tout autant « d'étrangers. »
- « Anglars. Pop. 607 h. Tous sont dans le besoin à l'exception de 7 à 8 maisons. 80 mendiants dans la paroisse. »
- « Cabrespines. Pop. 1000 h. 376 pauvres. 200 ont besoin de secours ; 50 n'ont absolument rien ; 120 mendiants  dans la paroisse. »

Sous l'Ancien Régime, Coubisou a plusieurs annexes : Nadaillac, Esparou et Engalenq. En 1790, Nadaillac est rattaché à Coubisou. Le 5 messidor an VIII, sur le plan administratif, la commune de Coubisou s'accroît des communes d'Anglars-Saint-Jean, du Causse, du Cayrol, de Briounès et de Cabrespines. Le 28 octobre 1832, la réunion des communes de Coubisou et de celles d'Anglars, du Causse et de Cabrespines est maintenue. Coubisou perd le Cayrol rattaché à Espalion, Briounès rattaché à Montpeyroux ainsi qu'un territoire rattaché à Estaing. Le 5 mars 1833, un territoire distrait de la commune de Montpeyroux est rattaché à Coubisou. Le 10 octobre 1833, La commune de Coubisou perd un territoire rattaché à Montpeyroux. Le 30 mai 1866, La commune de Coubisou perd la section d'Anglars rattachée à la commune du Cayrol. Le 10 septembre 1926, L'arrondissement d'Espalion étant supprimé, la commune de Coubisou est rattachée à l'arrondissement de Rodez.

## Économie

### Revenus
En 2018  (données Insee publiées en septembre 2021), la commune compte 208 ménages fiscaux, regroupant 462 personnes. La médiane du revenu disponible par unité de consommation est de 19 990 € (20 640 € dans le département).

### Emploi
| Division       | 2008  | 2013  | 2018  |
| -------------- | ----- | ----- | ----- |
| Commune        | 1,6 % | 5,9 % | 6,7 % |
| Département    | 5,4 % | 7,1 % | 7,1 % |
| France entière | 8,3 % | 10 %  | 10 %  |

En 2018, la population âgée de 15 à 64 ans s'élève à 283 personnes, parmi lesquelles on compte 81,6 % d'actifs (74,9 % ayant un emploi et 6,7 % de chômeurs) et 18,4 % d'inactifs,. Depuis 2008, le taux de chômage communal (au sens du recensement) des 15-64 ans est inférieur à celui de la France et du département.
La commune fait partie de la couronne de l'aire d'attraction d'Espalion, du fait qu'au moins 15 % des actifs travaillent dans le pôle,. Elle compte 79 emplois en 2018, contre 88 en 2013 et 92 en 2008. Le nombre d'actifs ayant un emploi résidant dans la commune est de 216, soit un indicateur de concentration d'emploi de 36,7 % et un taux d'activité parmi les 15 ans ou plus de 54,8 %.
Sur ces 216 actifs de 15 ans ou plus ayant un emploi, 60 travaillent dans la commune, soit 28 % des habitants. Pour se rendre au travail, 81,5 % des habitants utilisent un véhicule personnel ou de fonction à quatre roues, 0,5 % les transports en commun, 6 % s'y rendent en deux-roues, à vélo ou à pied et 12 % n'ont pas besoin de transport (travail au domicile).

### Activités hors agriculture

#### Secteurs d'activités
37 établissements sont implantés  à Coubisou au 31 décembre 2019. Le tableau ci-dessous en détaille le nombre par secteur d'activité et compare les ratios avec ceux du département,.
| Secteur d'activité                                                                                        | Commune | Commune | Département |
| Secteur d'activité                                                                                        | Nombre  | %       | %           |
| --- | ------- | ------- | ----------- |
| Ensemble                                                                                                  | 37      |         |             |
| Industrie manufacturière, industries extractives et autres                                                | 15      | 40,5 %  | (17,7 %)    |
| Construction                                                                                              | 3       | 8,1 %   | (13 %)      |
| Commerce de gros et de détail, transports, hébergement et restauration                                    | 6       | 16,2 %  | (27,5 %)    |
| Information et communication                                                                              | 2       | 5,4 %   | (1,5 %)     |
| Activités immobilières                                                                                    | 2       | 5,4 %   | (4,2 %)     |
| Activités spécialisées, scientifiques et techniques et activités de services administratifs et de soutien | 6       | 16,2 %  | (12,4 %)    |
| Administration publique, enseignement, santé humaine et action sociale                                    | 1       | 2,7 %   | (12,7 %)    |
| Autres activités de services                                                                              | 2       | 5,4 %   | (7,8 %)     |

Le secteur de l'industrie manufacturière, des industries extractives et autres est prépondérant sur la commune puisqu'il représente 40,5 % du nombre total d'établissements de la commune (15 sur les 37 entreprises implantées  à Coubisou), contre 17,7 % au niveau départemental.

### Viticulture
Avant les ravages du phylloxera en 1865, la vigne faisait vivre la population. Coubisou fait partie de la plus petite cave coopérative de France  née en 1997, elle regroupe 11 viticulteurs et 14 ha de la surface classée en VDQS Estaing. La cave Les Vignerons d'Olt' est situé à L'Escaillou.
Les membres de la Coopérative travaillent depuis de nombreuses années sur des thématiques liées au développement durable. Leur but est simple : pérenniser leurs exploitations et améliorer leurs revenus tout en prenant soin de leur terroir.
Convaincus que leur avenir passe par toutes les facettes de leur métier, ils travaillent perpétuellement pour allier l’aspect économique, environnemental, et sociétal, afin d’atteindre un haut niveau d’excellence.
Toutes les décisions prises au quotidien concernant la gestion de la Coopérative incluent systématiquement les impacts, volontaires ou involontaires, que ceux-ci pourraient avoir sur l’environnement et les populations.
Les différents cépages utilisés sont, pour les vins blancs : le Mauzac et le Chenin et pour les vins rouges : le Gamay, le Pinot, le Cabernet franc et sauvignon, le Fer servadou (mansoi, cépage local), le Négret de Banhars, le Merlot, le Jurançon, l'Abouriou.

### Agriculture
La commune est dans la « Viadène et vallée du Lot », une petite région agricole occupant le nord-ouest du département de l'Aveyron. En 2020, l'orientation technico-économique de l'agriculture  sur la commune est la polyculture et/ou le polyélevage.
|               | 1988  | 2000  | 2010  | 2020  |
| ------------- | ----- | ----- | ----- | ----- |
| Exploitations | 91    | 59    | 49    | 38    |
| SAU (ha)      | 1 710 | 1 853 | 1 832 | 1 753 |

Le nombre d'exploitations agricoles en activité et ayant leur siège dans la commune est passé de 91 lors du recensement agricole de 1988  à 59 en 2000 puis à 49 en 2010 et enfin à 38 en 2020, soit une baisse de 58 % en 32 ans. Le même mouvement est observé à l'échelle du département qui a perdu pendant cette période 51 % de ses exploitations,. La surface agricole utilisée sur la commune a quant à elle augmenté, passant de 1 710 ha en 1988 à 1 753 ha en 2020. Parallèlement la surface agricole utilisée moyenne par exploitation a augmenté, passant de 19 à 46 ha.

## Culture locale et patrimoine

### Édifices religieux

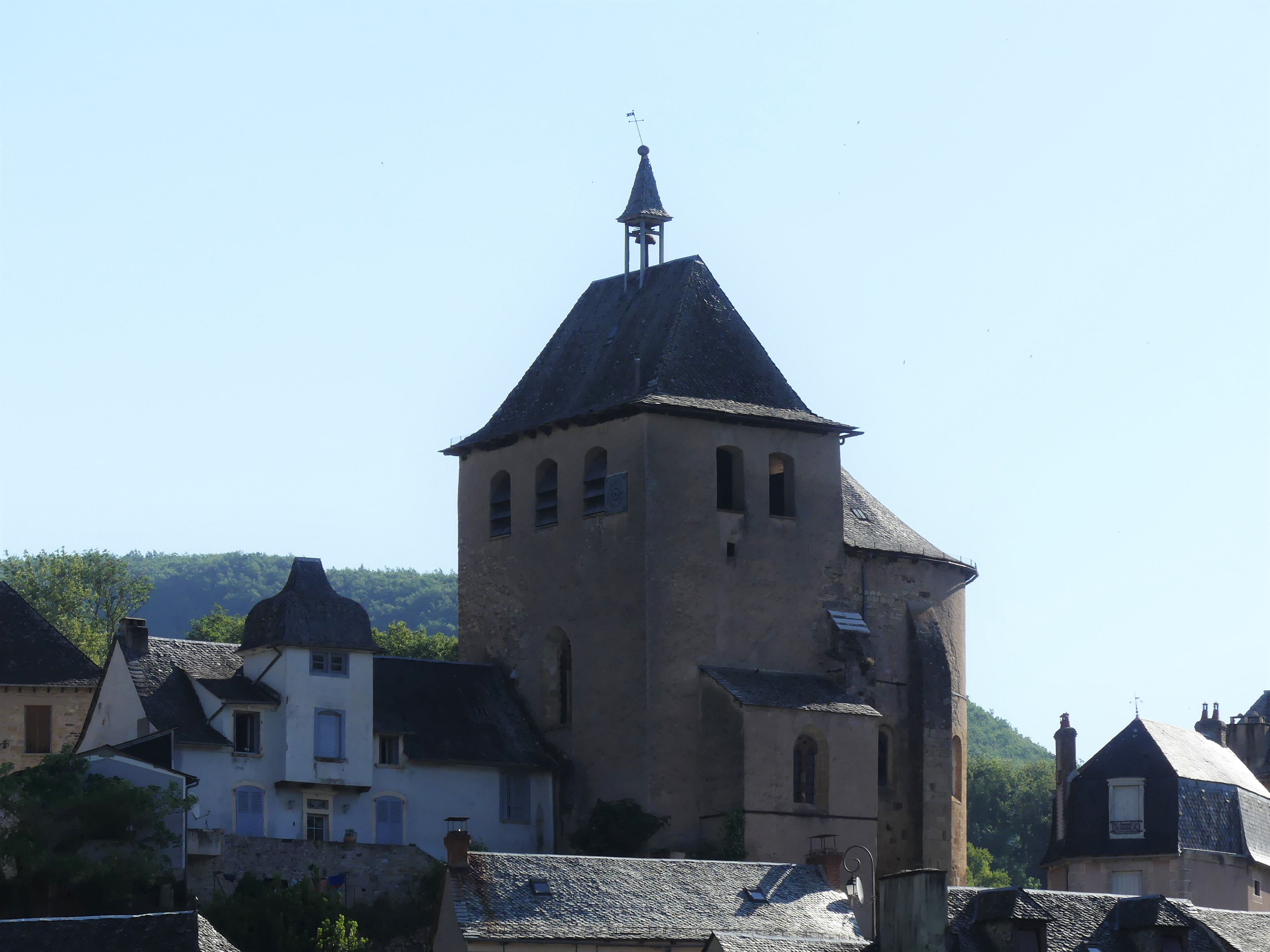
L'église Saint-Védard.
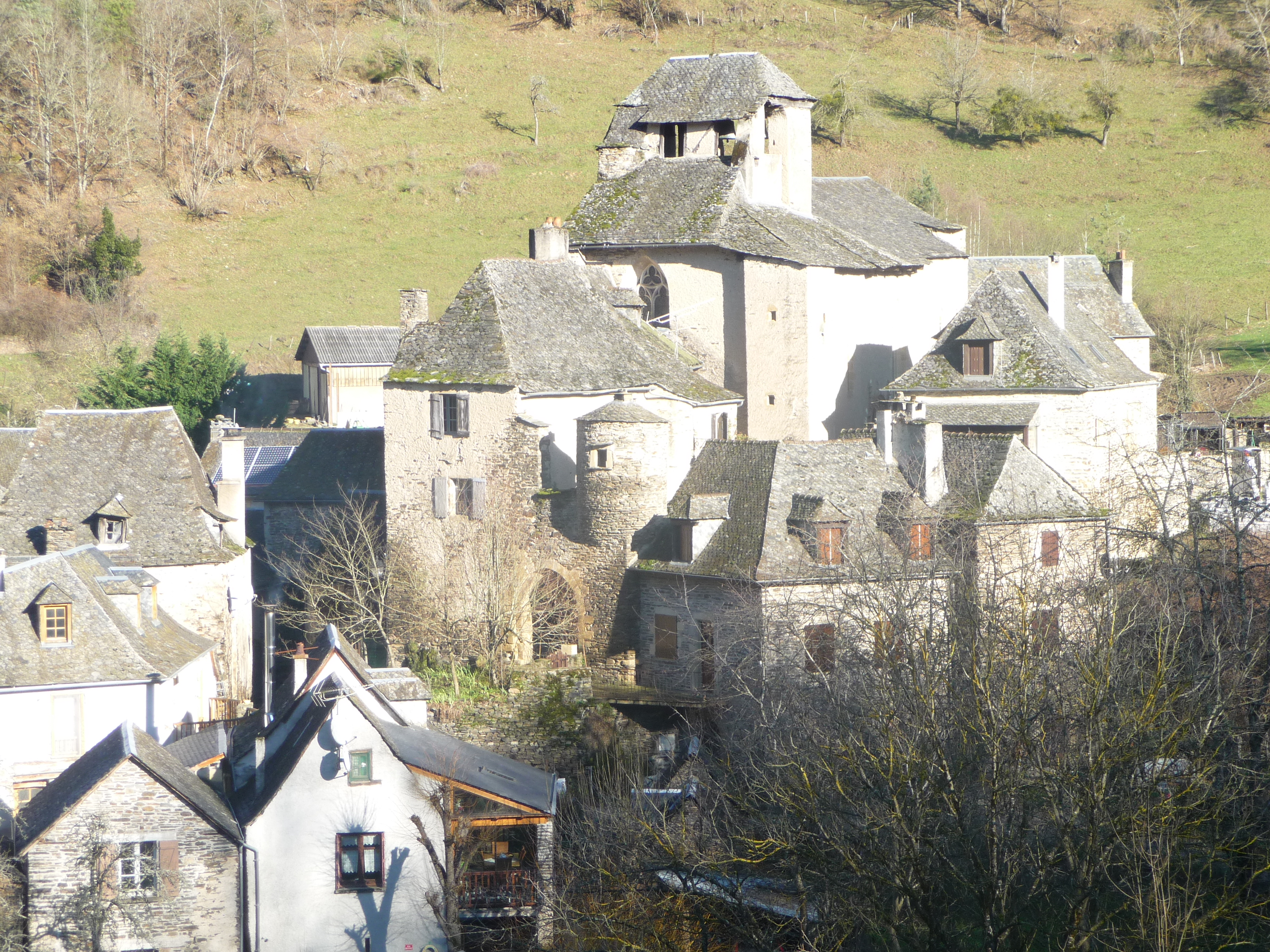
Le Monastère et son église.
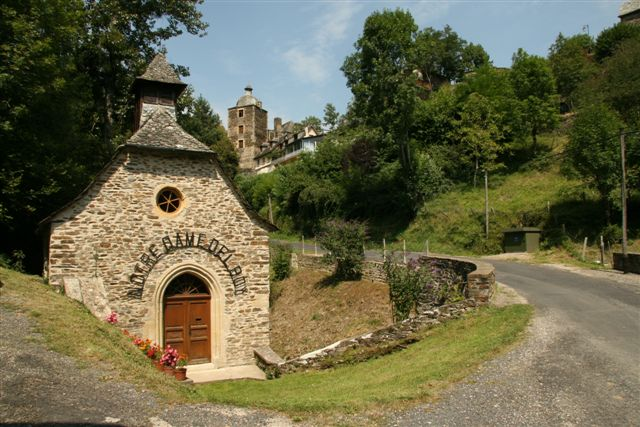
La chapelle Notre-Dame del Boy.
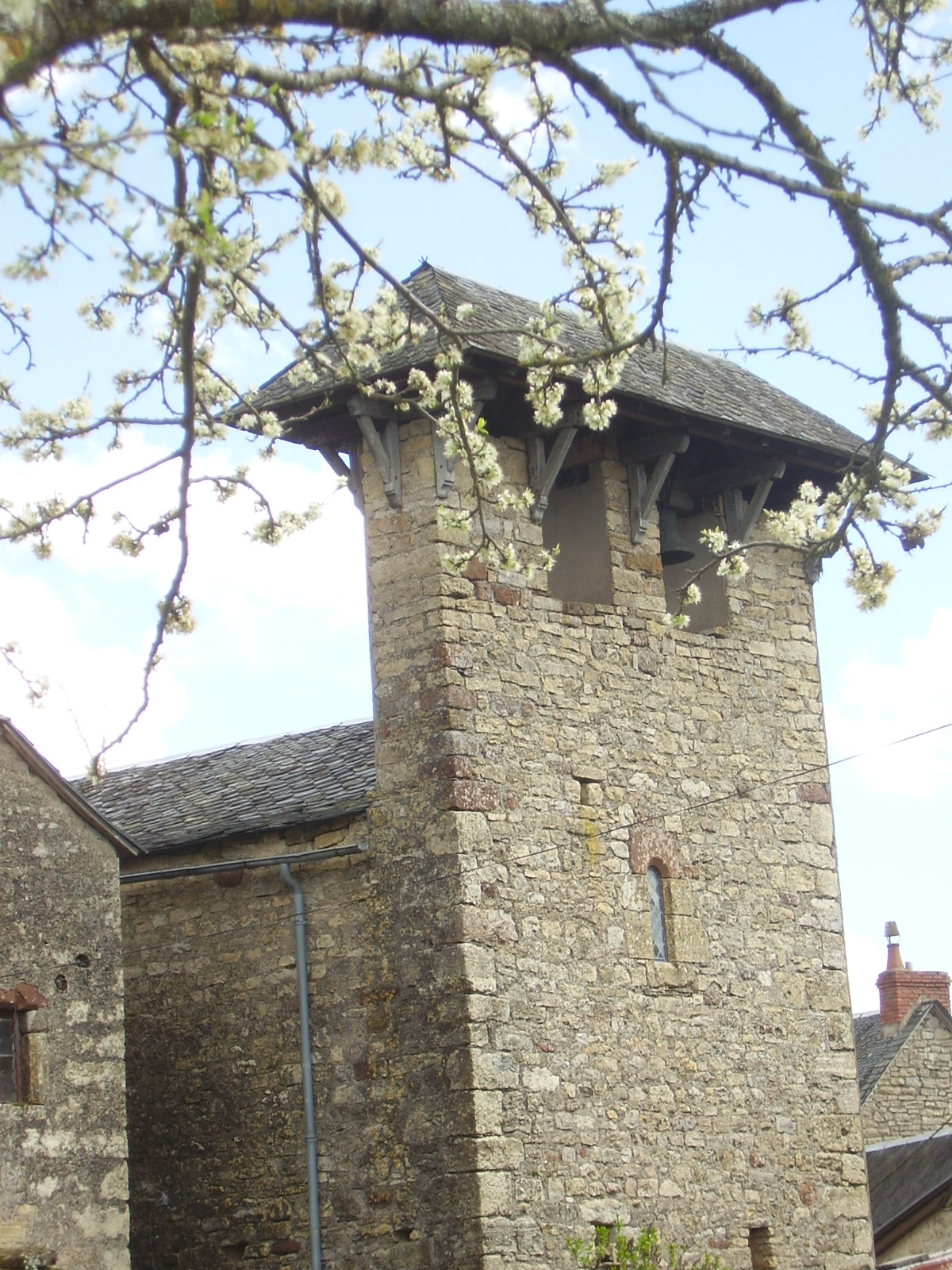
Chapelle Saint-Martial de Nadaillac

#### Église Saint-Védard
L'église Saint-Védard de Coubisoud date des XIIe et XVe siècles. Elle est inscrite au titre des monuments historiques en 1978. Elle possède un retable représentant une Vierge de Pitié du premier quart du XVe siècle, classée  au titre des monuments historiques en 1938.

#### Église Saint-Martin du Monastère-Cabrespines
Il existe, au lieu-dit du Monastère-Cabrespines, de nombreuses croix dont celle de l’oratoire de 1540, à l’entrée du village.
L’église du XVe siècle renferme une pietà. Dans une des chapelles de l'église se trouve le tombeau des anciens seigneurs : c'est une niche pratiquée dans le mur, sous une arcature ogivale et fermée par une balustrade en pierre.
- Statue représentant une Vierge à l'Enfant du XVe siècle, se trouvant dans l'église, classée en 1975[65].
- Croix de chemin de style Renaissance, du premier quart du XVIe siècle, se trouvant dans l'église, classée en 1949[66].
- La chapelle Notre-Dame del Boy de Cabrespines.

#### Chapelle Saint-Martialde Nadaillac
La chapelle Saint-Martial est de type archaïque, avec un chœur roman, une nef en berceau et un arc triomphal. À l'intérieur se trouve une statue représentant une Vierge à l'Enfant du XVe siècle, classée en 1988.

### Édifices civils

#### Château de Cabrespines

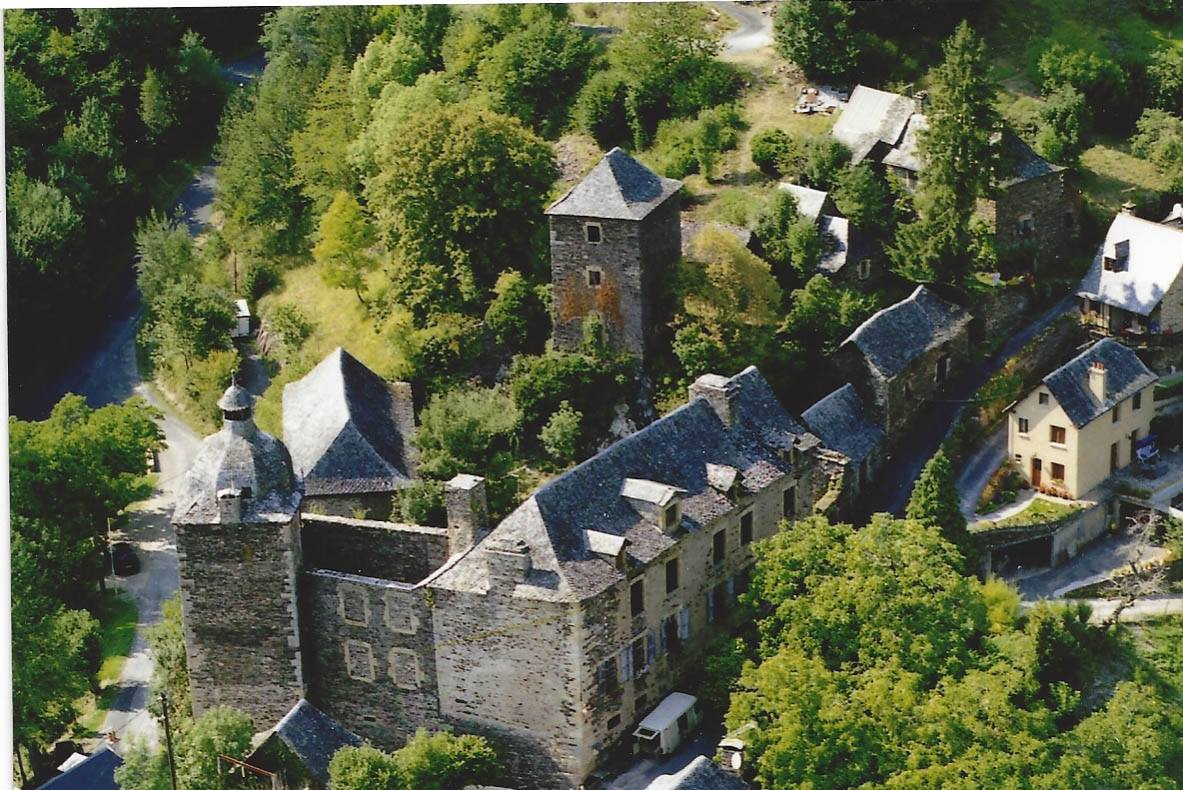
Le château de Cabrespines.

Le château de Cabrespines fut construit, durant le deuxième quart du XVIIe siècle, avec les pierres de l’ancienne forteresse qui fut démolie en 1628 sur ordre du prince de Condé. Il a fait l'objet d'une inscription en 1987 pour l'ensemble des pièces du premier étage avec leurs boiseries et leurs cheminées qui a ensuite été abrogée. Une nouvelle inscription a été entérinée en 2016 pour les  façades et toitures du corps de logis sud, aux caves du logis, à la tour nord, au sol de la cour, aux murs de soutènement du flanc ouest, et au portail d'entrée.

#### Château de Tourruol
Sur l’éperon du Tourruol, il reste les ruines d'un château fort du XIIIe siècle, réputé alors imprenable.

### Patrimoine naturel
En bordure de la RD 920, entre Nadaillac et Coubisou, le paysage d'anciennes terrasses laisse deviner le riche passé viticole de la région.
Comme plusieurs autres communes baignées par le Lot, Coubisou fait partie depuis 2008 — pour le Lot et sa rive droite — d'un site Natura 2000, justifié par ses différents types d’habitats naturels et des espèces de faune et de flore sauvages qui y sont recensés, sous la dénomination « Haute vallée du Lot entre Espalion et Saint-Laurent-d'Olt et gorges de la Truyère, basse vallée du Lot et le Goul » (zone spéciale de conservation FR7300874).

### Patrimoine culturel
- À l’Escalliou, la Maison de la Vigne, du Vin et des Paysages d’Estaing évoque la vie viticole de la commune.
- Cave Coopérative des Vignerons D'Olt, dégustation des vins d’Estaing.

### Personnalités liées à la commune
- Le capitaine Jean Raymond Costes
- Antoine Ayral Du Bourg, né vers 1686, décédé le 29 novembre 1769 à Coubisou, Chevalier de Saint Louis
- Claude Debertier, originaire d'Auvergne, curé de Coubisou à partir de 1780, devint après la Révolution, évêque constitutionnel du Rodez, et écrivit la constitution civile du clergé[73],[74]
- Melchior, sieur de Balayssac, de la paroisse d'Espeyrac, mari de Catherine de Rivière, qui fut enseveli, le 18 octobre 1626, dans l'église de Coubisou.
- Jean Molinié
- Louis-Augustin de Bertin, docteur en théologie à la Sorbonne, conseiller d'État, prieur de Coubisou
- Le château fort de Cabrespines fut pendant plusieurs siècles la résidence préférée des comtes de Rodez
- Famille de Glandières de Brussac, propriétaire du château de Cabrespines pendant deux siècles, dont Augustin de Glandières (1801- 1903), maire de Coubisou de 1878 à 1881.